# Katalin Rozsnyói
Katalin Rozsnyói (Budapeste, 20 de novembro de 1942) é uma ex-canoísta de velocidade húngara na modalidade de canoagem.

## Carreira
Foi vencedora da medalha de Prata em K-2 500 m em Cidade do México 1968 junto com a sua colega de equipa Anna Pfeffer.